# 류순정
류순정(柳順汀, 1459년~1512년 음력 12월 20일))은 조선 전기의 문신, 성리학자이자 사림파 정치인의 한사람으로 1506년의 중종 반정에 참여하였다. 사림파 출신으로 처음 공신에 책록된 정치인이었다.
과거 급제 후 연산군 때 홍문관과 삼사의 요직을 거쳐 참판, 이조판서 등을 지냈으나 1506년의 중종 반정에 가담하여 일등공신이 되었다. 관직은 의정부 영의정에 이르렀고 청천부원군에 이르렀지만 동문 선후배들로부터 외면당하였다. 자는 지옹(智翁), 시호는 무안과 문성, 본관은 진주이다. 점필재 김종직의 문인이다.

## 생애

### 생애 초반
목사를 지낸 목사 류양(柳壤)의 아들로 태어났다. 그 뒤 김종직의 문하에서 수학하였으며, 암기에 능했고 학업을 닦고 활을 잘 쏘아서 무인 중에서도 그와 비교할 자가 드물었다 한다. 김종직은 성리학 학문 이외에 호신술로서의 활쏘기와 무예를 제자들에게 가르쳤는데 그 중에서도 무예에서는 그가 앞섰다 한다.
1487년 진사를 거쳐 알성문과에 장원으로 급제해 홍문관전적에 등용되었다.이어 훈련원정으로 승진하고 배편으로 비밀리에 전라도지방에 침투한 왜적을 수색, 포획하는데 성공했다. 그 뒤 무재를 인정받아 1491년 북정도원수 허종(許琮)의 막하로 야인 정벌에 종군하여 공을 세웠고 평안도평사를 역임하였다. 연산군 때 여러 관직을 두루 거쳐 이조판서에 올랐다.

### 관료 생활
그리고 홍문관교리, 사헌부지평, 사헌부장령, 사헌부집의, 사간원정언 등을 두루 거쳐 연산군이 즉위하자 사헌부헌납으로서 기우제를 반대하던 임사홍(任士洪)을 공격, 비판하였고 직위를 이용해 권력남용을 하던 평안도절도사 전림(田霖)을 탄핵하였으며 한편, 야인문제에 대한 대책을 마련할 것을 진언하기도 하였다. 그 뒤 홍문관교리가 되었으며, 문신으로서의 활솜씨를 인정받아 특별히 홍문관 부응교로 배수되었다. 이어 사헌부집의가 되었다가 의주목사로 임명되어 변방 수비에 힘썼다. 이어 압록강 연안의 야인정벌 때는 도원수의 종사관으로 출정하여 여진족 부락의 정세를 정탐하고 오는데 큰 공을 세웠다. 이후 군자물자 확보와 성곽의 보수와 수축 등 군비강화에 노력하였다.
이후 공조참판, 병조참판 등을 역임하였다. 다시 공조참판이 되고, 1503년 공조참판으로 명나라에 파견되는 하정사(賀正使)가 되어 연경에 다녀왔으며 1504년 평안도관찰사로 부임하였다. 평안감사 재직 중 연산군의 밤사냥에 대해 밤사냥의 불편함을 진언하였다가 임사홍이 이를 문제삼으면서 추국당하였다.
그 뒤 연산군의 조정에서 이조판서에 임명되었으나 1506년 이조판서로 박원종(朴元宗), 성희안(成希顔), 홍경주 등과 함께 반정을 모의하기 시작하였다.

### 중종 반정
1506년초 박원종 등이 김종직의 문하생인 유순정과 성희안, 남곤 등에게 사람을 보내 중종 반정을 지지해주고 협력해줄 것을 요청했다. 할머니인 인수대비를 때려죽이고, 아버지 성종의 첩 두 명과 이복 동생 두 명을 때려죽인 연산군을 도덕적 패륜아라고 규정한 유순정은 성희안과 함께 적극 호응하여, 반정에 가담하였다. 그해의 중종 반정에 병력을 동원, 반정이 성공하면서 이후 이조판서, 대사헌을 겸임하였다.
1506년 성희안, 박원종과 함께 중종반정을 일으켜 성공, 청천군(菁川君)에 봉해지고 숭정대부(崇政大夫)에 올랐다. 이어 정국공신 1등(靖國功臣一等)에 책록되고 대광보국숭록대부로 특진, 청천 부원군(菁川府院君)에 봉해졌다. 이어 병조판서로서 영경연사(領經筵事)를 겸임하면서 폐지한 경연부활에 앞장섰다. 이어서 우의정이 되고 다시 병조판서에 임명되어 우의정으로 병조판서를 겸직하고 1507년 이과(李顆) 등이 견성군(甄城君)을 추대하고 역모를 꾸미는 것을 적발, 이과의 옥사를 다스려 정난공신(定難功臣) 1등관에 책록되었다.

### 생애 후반
1508년 평안도 경계지역으로의 이주와 함께 병력을 양성케 하였으며, 그해 평안도 인산(麟山), 강계군에 둔전(屯田)을 설치하여 군자물자 조달을 강화하였다. 이어 좌의정이 되고 당시 경기도 인천, 김포, 양천, 통진 일대에 흉년으로 강도들이 횡횡하자 박영문(朴永文)·유담년(柳聃年)을 포도대장으로 임명하여 이들을 처리하게 하고, 떠돌이 유민들의 정착 방안인 안집책(安集策)을 마련하기도 하였다.
1509년 좌의정에 오르고 삼포왜란이 일어나자 직접 경상도도원수로 출정하여 전란을 평정하였다. 1510년 경오왜변이 일어나자 도체찰사가 되어 병사를 총괄하였으며, 다시 도원수로서 현지에 출동하여 삼포(三浦)의 난을 평정하고, 각 포에 왜구로부터 방어할 '비왜방략(備倭方略)'을 마련하였다. 그러나 이때 대간들로부터 식화(殖貨, 재화를 늘림)를 이유로 탄핵당했으나 오히려 중종으로부터 군공을 치하받았다. 이어 1512년 성희안의 양보로 의정부 영의정에 올랐다.
그러나 박원종과 성희안 등의 축재와 전횡이 만만치 않았으므로, 유순정 자신은 부패행위를 일삼지 않았음에도 다른 김종직 학파 동문, 선후배들의 시선은 냉담하였다. 우의정과 좌의정을 거쳐서 영의정이 된 지 2개월만인 1512년에 사망했는데, 졸(卒)하기 20여일 전까지 조정에 나아가 의논하고, 고찰하여 상소하며 의계했다.

### 사후
사후 중종의 묘정에 배향되었다. 바로 시호는 무안(武安)으로 내려졌으나 뒤에 개시되어 문정(文定)으로 고쳐졌다.

## 가족 관계
- 증조부 : 유이(柳怡)
  - 조부 : 유자해(柳子偕)
  - 조모 : 심온의 딸
    - 아버지 : 유양(柳壤)
    - 어머니 : 정집의 딸
      - 부인 : 권효충의 딸
        - 장남 : 유홍(柳泓)
        - 자부 : 조세헌의 딸
          - 손자 : 유사필(柳師弼)

        - 자부 : 이계남의 딸
          - 손녀 : 홍섬에게 출가
          - 손녀 : 해안군(海安君) 이희에게 출가

        - 자부 : 측실
          - 손자 : 유사량(柳師良)
          - 손자 : 유사안(柳師顔)
          - 손자 : 유사건(柳師騫)
          - 손자 : 유사성(柳師聖)

        - 차남 : 유자(柳滋)

      - 후처 : 최씨 - 상인 최미동(崔彌同)의 손녀[2]
        - 서자 : 유연(柳漣)
        - 서자 : 유위(柳湋)
        - 서자 : 유항(柳沆)
        - 서자 : 유변(柳汴)

## 관련 작품

### 드라마
- 《풍란》 (MBC, 1985년~1985년, 배우:박광남)
- 《조광조》 (KBS 2TV, 1996년~1996년, 배우:안병경)
- 《여인천하》 (SBS, 2001년~2002년 배우:김옥만)

## 기타
훈구파로 잘못 알려져왔으나 그는 비훈구파 계열 공신이었다. 사림파 계열 정치인으로는 처음으로 공신에 책록된 인물 중의 한사람이다.

## 참고 문헌
- 조선왕조실록: 《연산군일기》, 《중종실록》
- 방목류: 《국조방목》
- 전기류: 《국조인물고》
- 야사류: 《대동야승》, 《석담일기》, 《연려실기술》